# Reliance Industries
Reliance Industries Limited (RIL) é um conglomerado industrial, sediada em Mumbai, Índia. A empresa era antigamente relacionada à Reliance Group, mas se separou desta.
Em 2022, figurou na lista das 500 maiores empresas do mundo, ranking elaborado pela Revista Fortune, ocupando a 104ª posição.

## História
A companhia foi estabelecida na década de 1960 por Dhirubhai Ambani e seu irmão Champaklal Damani .

## Subsidiarias
- Reliance Jio Infocomm
- Reliance Retail
- Network 18
- Reliance Petroleum